# Будинок жіночої гімназії (Новгород-Сіверський)
Будинок жіночої гімназії — пам'ятка історії та монументального мистецтва в Новгороді-Сіверському. Будівля розташована на великій ділянці по вулиці Бориса Майстренка, 2. Будинок внесений до Реєстру щойно виявлених об'єктів культурної спадщини Чернігівської області (історії та монументального мистецтва). Охоронний номер 8019.

## Опис
Споруда цегляна, двоповерхова. Основна будівля (без прибудов, які з'явились пізніше) складається з трьох корпусів, які при вигляді зверху виглядають як круглий корпус з прилеглими до нього двома перпендикулярними прямокутними корпусами. Завдяки цій формі будівлю порівнюють з квочкою, що є певним символом, враховуючи призначення цього будинку.

## Історія
У 1879 р. в Новгороді-Сіверському була відкрита жіноча прогімназія, а у 1889 році прогімназія була реформована в гімназію, спочатку семирічну, а згодом восьмирічну. Перше приміщення гімназії не збереглось. Досить скоро воно стало замалим для гімназії. Місцева влада багато років добивалася дозволу (а головне фінансування) для будівництва нового приміщення і врешті-решт добилася свого. 22 лютого 1907 року Новгород-Сіверська міська дума ухвалила рішення про відведення жіночій гімназії ділянки землі на ярмарковій площі, біля міського училища площею в 3 тис. 8000 кв. сажнів. Це в сучасних межах ділянка землі від райдержадміністрації до площі Б.Хмельницького. До 1820 року тут було кладовище (старе і недіюче). Після закриття його ця територія використовувалась як базарна площа. Кошторис на забудову становив 65 тис. рублів: з них 30 тис. давало Міністерство народної освіти, свої гроші (міські) — 15 тис., ще 15 тис. дали повітові земські збори. 29 березня 1908 року обрали опікунську раду (4 чоловіки): Жадкевич Василь Львович, Малявко-Висоцький, Жидкевич Ілля Матвійович, Лакиза Іван Гаврилович. Для будівництва був виписаний архітектор Файнберг, який підготував проект будівлі. Проект передбачав наявність 9 класних кімнат (плюс підготовчий клас), рекреаційного залу (для відпочинку учениць під час перерв), актового залу, гімнастичного залу, фізичного класу, фізичної лабораторії, кабінету для приладів, класу для малювання, класу для рукоділля, бібліотеки, природничо-історичного кабінету і класу, кімнати для гарячих сніданків, кабінету голови опікунської ради, кабінету начальниці (директора), кабінету лікаря, приймальні, учительської, канцелярії, кухні. Повинні були бути і квартири. Але, як це часто буває, у ході будівництва проект був скорочений.
Для виробництва фасонної цегли, необхідної для будівництва, був поставлений цегельний заводик. Після закінчення будівництва завод був розібраний.
Опалення гімназії було парове. В підвалах під гімназією була котельня, де був змонтований звичайнісінький паровозний котел, знятий зі списаного паровозу, що топився вугіллям. Коли котел давав пару в систему, через 20 хвилин в школі ставало тепло. Слід сказати, що добре була продумана і система вентиляції, вентиляційні ходи під школою були майже в зріст людини. Будували гімназію два роки, і в 1912 році відбулось урочисте відкриття.
У кабінетах стояли дубові парти в три ряди — спереду нижчі, а позаду вищі. Кришки відчинялись повністю. Посередині кришки прикручена чорнильниця. Дошки були чорними, а стіни — білими. У кабінеті музики та малювання знаходились картини, пюпітри, скрипки, рояль, на шафах стояли статуї давньогрецьких та римських скульптур, на стінах висіли карти Російської імперії. На всіх була написана буква Ѣ.
В 1918 році, як і всюди в Росії та Україні, гімназія була реформована в семирічну школу 1-2 ступенів, так звану єдину трудову школу.
В 1919-1920 рр. в школі 1-ї ступені (4 класи) було 45 учнів (20 хлопчиків, 25 дівчаток) працювало 2 вчителя), у школі 2-го ступеню (3 класи) було 50 учнів, з них — 44 хлопця та 6 дівчат, працювало 12 чоловік. Приміщення гімназії також в ті роки використовувалось для вчительських курсів
Приблизно у 1930 році в школі встановили газове опалення. Взимку завжди було тепло. У вхідних дверей чергував сторож. Учні не виходили зі школи під час перерв. У приміщенні знаходились туалети: знизу для хлопчиків, нагорі для дівчаток, а навпроти останнього кабінету для вчителів. На вулиці туалетів не було. Тільки після 1941 їх зачинили і перебудували на кабінет завучів(знизу), медичний кабінет і господарчу кімнату(вгорі).
Семирічкою школа була до 1933 року, коли відбулась чергова шкільна реформа, вийшла постанова про обов'язковість середньої освіти, нею вводилась і п'ятибальна система. Семирічна школа була перетворена в середню школу з 10-річним строком навчання. Школа почала називатись «Новгород-Сіверська середня школа № 1», з'явився восьмий клас.
Під час Другої світової війни у період німецької окупації школа не працювала, а в її приміщеннях був розташований німецький військовий шпиталь. Німці вирубали дерева та створили кладовище для офіцерів. Після звільнення в школі розмістився військовий шпиталь червоної армії. Школа ж поновила свою роботу, але тимчасово знаходилась в іншому приміщенні. Учні здебільшого були переростками. В першому класі сиділи діти 9-10 років. В квітні 1944 шпиталь слідом за фронтом переїхав на захід, і школа перейшла в свої приміщення. Будівля знаходилась в аварійному стані: дах провалився, шибок у вікнах не було, внутрішні туалети зруйновані, мало парт, дощок. В таких умовах проводились навчання та екзамени. А влітку всі вчителі приводили в порядок приміщення.
В ніч з 6 на 7 січня (різдвяна ніч) в школі спалахнула пожежа. Зранку, о 5-й годині жителів розбудило повідомлення по радіо «Палає школа № 1». Гасили пожежу всім містом. Вигоріли приміщення правого крила школи (якщо дивитись на фасад школи) — учительська, кабінети № 1,2,20,21,22,23. Вигоріли балки даху, підлога і стеля обох поверхів. Оскільки пожежа почалась з даху, то частину меблів вдалось винести. А коридори вдалось відстояти. Всю ж школу врятували її будівники, що передбачили брандмауерні стіни на горищі. Сліди пожежі збереглись на них і до наших днів.
Кількість учнів постійно збільшувалась і приміщення школи вже ставало замалим, тому вирішено було зробити прибудову до школи. Будували її довго і важко (майже 12 років), не вистачало коштів, були прорахунки в проекті тощо. Посильну допомогу надавали учні старших класів та вчителі школи. У 1964 році будівництво прибудови на 19 класних кімнат було завершено.
1999 року школі було поновлено статус гімназії.
2004 року за сприянням тодішнього Президента України Л. Д. Кучми (уродженця Новгород-Сіверського району) проведено капітальний ремонт приміщень гімназії.